# جورج ایگرز
جورج ایگرز (انگلیسی: Georg Iggers; ۷ دسامبر ۱۹۲۶ – ۲۶ نوامبر ۲۰۱۷) تاریخ‌نگار اهل آلمان بود.